# العلاقات البرازيلية البنمية
العلاقات البرازيلية البنمية هي العلاقات الثنائية التي تجمع بين البرازيل وبنما.

## مقارنة بين البلدين
هذه مقارنة عامة ومرجعية للدولتين:
| وجه المقارنة                                              | البرازيل | بنما                      |
| --------------------------------------------------------- | --- | ------------------------- |
| المساحة (كم2)                                             | 8.52 مليون | 74.18 ألف                 |
| عدد السكان (نسمة)                                         | 202.66 مليون | 4.10 مليون                |
| الكثافة السكانية (ن./كم²)                                 | 23.79 | 55.27                     |
| العاصمة                                                   | برازيليا، ريو دي جانيرو | بنما                      |
| اللغة الرسمية                                             | برتغالية برازيلية، Brazilian Sign Language ‏ | اللغة الإسبانية           |
| العملة                                                    | ريال برازيلي، كروزيرو ريال برازيلي ‏، كروزيرو البرازيلية (1990–1993)، البرازيلي كروزادو نوفو، كروزادو برازيلي، cruzeiro ‏، كروزيرو البرازيلية (1942–1967)، الريال البرازيلي (قديم) | بالبوا بنمي، دولار أمريكي |
| الناتج المحلي الإجمالي (بليون دولار)                      | 2.06 تريليون | 61.84 مليار               |
| الناتج المحلي الإجمالي (تعادل القوة الشرائية) بليون دولار | 3.22 تريليون | 87.37 مليار               |
| الناتج المحلي الإجمالي الاسمي للفرد دولار أمريكي          | 8.54 ألف | 13.27 ألف                 |
| الناتج المحلي الإجمالي للفرد دولار أمريكي                 | 15.89 ألف | 20.89 ألف                 |
| مؤشر التنمية البشرية                                      | 0.754 | 0.780                     |
| رمز المكالمات الدولي                                      | +55 | +507                      |
| رمز الإنترنت                                              | .br | .pa                       |
| المنطقة الزمنية                                           | | 00                        |

## مدن متوأمة
في ما يلي قائمة باتفاقيات التوأمة بين مدن برازيلية وبنمية:
- ترتبط سانتوس، ساو باولو مع كولون (بنما) باتفاقية توأمة.

## منظمات دولية مشتركة
يشترك البلدان في عضوية مجموعة من المنظمات الدولية، منها:
| علم المنظمة | اسم المنظمة                                                          | تاريخ انضمام البرازيل | تاريخ انضمام بنما |
| ----------- | -------------------------------------------------------------------- | --------------------- | ----------------- |
|             | يونسكو                                                               | 4 نوفمبر 1946         | 10 يناير 1950     |
|             | الفريق المعني برصد الأرض                                             | ?                     | ?                 |
|             | مؤسسة التمويل الدولية                                                | 31 ديسمبر 1956        | 20 يوليو 1956     |
|             | منظمة حظر الأسلحة الكيميائية                                         | ?                     | ?                 |
|             | مؤسسة التنمية الدولية                                                | 15 مارس 1963          | 1 سبتمبر 1961     |
|             | منظمة التجارة العالمية                                               | ?                     | ?                 |
|             | وكالة حظر الأسلحة النووية في أمريكا اللاتينية ومنطقة البحر الكاريبي ‏ | ?                     | ?                 |
|             | وكالة ضمان الاستثمار متعدد الأطراف                                   | 7 يناير 1993          | 21 فبراير 1997    |
|             | الاتحاد البريدي العالمي                                              | ?                     | ?                 |
|             | منظمة الشرطة الجنائية الدولية                                        | ?                     | ?                 |
|             | الأمم المتحدة                                                        | 24 أكتوبر 1945        | 13 نوفمبر 1945    |
|             | الاتحاد الدولي للاتصالات                                             | 4 يوليو 1877          | 14 يوليو 1914     |
|             | البنك الدولي للإنشاء والتعمير                                        | 14 يناير 1946         | 14 مارس 1946      |

## أعلام
هذه قائمة لبعض الشخصيات التي تربطها علاقات بالبلدين:
- إريكا إندر (21 ديسمبر 1974 – )
- كيفن كوراني (لاعب كرة قدم برازيلي، 2 مارس 1982[21] – )

## وصلات خارجية
- موقع وزارة الخارجية البرازيلية
- موقع وزارة الخارجية البنمية